# Aeolesthes mariae
Aeolesthes mariae är en skalbaggsart som först beskrevs av Thomson 1878.  Aeolesthes mariae ingår i släktet Aeolesthes och familjen långhorningar. Inga underarter finns listade i Catalogue of Life.